# (85121) Loehde
(85121) Loehde est un astéroïde de la ceinture principale.

## Description
(85121) Loehde est un astéroïde de la ceinture principale. Il fut découvert le 27 mai 1976 à Siding Spring par Andrew Lowe. Il présente une orbite caractérisée par un demi-grand axe de 2,30 UA, une excentricité de 0,08 et une inclinaison de 6,0° par rapport à l'écliptique.

## Compléments